# Gonomyia pleurolineola
Gonomyia pleurolineola är en tvåvingeart som beskrevs av Alexander 1957. Gonomyia pleurolineola ingår i släktet Gonomyia och familjen småharkrankar. Inga underarter finns listade i Catalogue of Life.